# سولانكا
سولانكا أو سوليانكا (بالروسية: соля́нка) هو حساء روسي سميك ذو مذاق حار وحامض، شائع في روسيا ودول أخرى في الاتحاد السوفيتيي السابق وأجزء معينة من مجموعة بلدان الكتلة الشرقية. وكان وأحداً من أكثر الأطباق شعبية في ألمانيا الشرقية. 

## نظرة عامة
هناك ثلاثة أنواع أساسية من السولانكا والمكون الرئيسي فيها إما اللحم أو السمك أو الفطر. تحتوي جميعها على خيار مخلل بالماء المملح، وبعضها غالباً ما يحتوي على الملفوف والفطر المملح والبطاطا وقشدة سميتانا (أحد أنواع القشدة الحامضة) والشبت. يتم تحضير الحساء عن طريق طهي الخيار بالمحلول الملحي قبل إضافة المكونات الأخرى إلى المرق. 

- لإعداد سولانكا اللحم يتم تقطيع المكونات والتي تشمل اللحم البقري واللحم المقدد والنقانق وصدر الدجاج مع مخلل الخيار والطماطم والبصل والزيتون والقبار والفليفة الإفرنجية والبقدونس والشبت في وعاء، ومن ثم يُضاف المرق ويسخن لفترة قصيرة على الموقد دون غليان.
- يتم تحضير سولانكا السمك بالطريق نفسها، ولكن يتم طهي خضروات الحساء في مرق أولاً. يتم استبدال اللحوم بالأسماك مثل سمك الحفش وسمك السلمون وجراد المياه العذبة. وأخيرا يضاف بعض عصير الليمون إلى الحساء.
- بالنسبة لحساء سولانكا الفطر يتم طهي الملفوف بالزبدة مع الخل والطماطم ومخلل الخيار والقليل من ماء المخلل. وفي قدر أخر يتم تسخين الفطر والبصل ويُضاف قشر الليمون. بعدها يُصف خليط الملفوف وخليط الفطر في طبقات ويضاف إليهما فتات الخبز والزبدة ومن ثم يُخبز الحساء لفترة وجيزة في الفرن.

تحظى السولانكا بشعبية في ألمانيا الشرقية السابقة (والمتمثلة اليوم بالولايات الألمانية التالية: براندنبورغ ومكلنبورغ فوربومرن وساكسونيا وساكسونيا أنهالت وتورينغن، إلى جانب النصف الشرقي من برلين)، حيث يوجد عادة في المطاعم ومتاح بشكل معلبات في محلات البقالة. يُعرف الحساء بالألمانية باسم "سوليانكا". تنبع هذه الممارسة من الحقبة التي كانت تتمركز فيها القوات السوفيتية في جمهورية ألمانيا الديمقراطية، وسوليانكا موجود في قائمة طعام العديد من مطاعم ألمانيا الشرقية. المستشارة الألمانية أنجيلا ميركل، التي نشأت في ألمانيا الشرقية مولعةٌ بحساء السولانكا.